# Battle Spirits - Dan il Guerriero Rosso
Battle Spirits - Dan il Guerriero Rosso (バトルスピリッツ 少年激覇ダン?, Batoru Supirittsu Shōnen Gekiha Dan) è un anime shōnen, tratto dal gioco di carte collezionabili Battle Spirits, creato da Hajime Yatate e prodotto dalla Sunrise. La serie è andata in onda in Giappone su Nagoya TV dal 13 settembre 2009 al 5 settembre 2010. In Italia è stata trasmessa su Rai 2 dal 13 giugno al 19 agosto 2011.
BS - Dan il Guerriero Rosso è la seconda serie anime della saga di Battle Spirits ed è preceduta da BS - Shōnen Toppa Bashin e seguita da BS - Brave.

## Trama
Dan Bashin è un giovane ragazzo che sogna di vincere il torneo di Battle Spirits. Un giorno, mentre segue una strana ragazza che incontra al campionato, viene trasportato in un altro mondo, Gran Roro, dove Battle Spirits è il gioco più diffuso e gli Spirit si materializzano e si danno battaglia. A Gran Roro incontra una maga chiamata Magisa, che gli spiega il motivo per cui è stato mandato in quel mondo: Dan, infatti, è il Guerriero Rosso e insieme agli altri guerrieri, chiamati i Maestri della Luce, dovrà sconfiggere il Re del mondo Altrove.

## Personaggi
Dan Bashin (馬神 弾?, Bashin Dan)
Doppiato da: Fuyuka Ōura (ed. giapponese), Antonella Baldini (ed. italiana)
Ha 12 anni e frequenta il primo anno delle scuole medie. È il Guerriero Rosso e ha un mazzo di carte tutto rosso. Le sue 4 carte preferite sono 'Siegfrid, Drago Imperiale', 'Siegwurm, Possente Dragone Imperatore del Tuono' che nell'ultimo episodio donerà a Zonguri, 'Meteorwurm Drago Imperatore Stellare' e 'Siegwurm Nova, Drago Super Nova'. Vuole distruggere la scala dell'Orizzonte del mondo di Rubino e ci riuscirà insieme ai suoi amici. Vincerà il torneo galattico di Battle Spirits e lotterà contro il Re del Mondo Altrove e perderà ridandogli vita e rompendosi il suo nucleo vitale (rubino) ma grazie a questa sconfitta rinascerà più forte e combattivo pronto a ridare la libertà a Gran Roro.
Clarky Ray (クラッキー・レイ?, Kurakkī Rei)
Doppiato da: Daisuke Ono (ed. giapponese), Daniele Raffaeli (ed. italiana)
È il Guerriero Giallo e in Battle Spirits utilizza solo carte di colore giallo. La carta preferita del suo mazzo è 'Grande Angelia Sophia', alla quale poi si unirà la carta 'Grande Angelia Musicale' regalatagli da una ragazzina, che tratta con molta cura. Appare per la prima volta nel corso dell'episodio 6, quando sfida Dan credendo che fosse un pericoloso criminale intenzionato rubare la carta rossa extra-rara del villaggio in cui era ospitato: 'Supremo Drago del Chaos'. Non esita a difendere le ragazze quando sono in pericolo o anche addirittura a conquistarle.
Mai Violet (ヴィオレ 魔ゐ?, Viore Mai)
Doppiata da: Ayako Kawasumi (ed. giapponese), Eleonora Reti (ed. italiana)
È il Guerriero Viola e il suo mazzo è composto solo da carte di colore viola. Appare per la prima volta nell'episodio 9, quando incontra Dan mentre cercava un duellante che l'aveva battuta a Battle Spirits poco tempo prima per poter ottenere una rivincita. Le sue carte preferite sono 'Beelzebeat dei Sette Shogun', presa dopo aver sconfitto Nami Scorpione, e 'Asmodeo dei Sette Shogun', che riceve da Ryoku nello scontro con Nami. Ha un grosso mezzo di trasporto viola chiamato Limoviolet che usa per spostarsi assieme al suo servitore, Ser Jou, ottenuti insieme a Beelzebaet con la vittoria contro Nami. Gestisce un blog su Internet, "Parole Violette", dove riporta tutte le sue sfide e ciò che avviene mentre si sposta a Gran Roro. Prova qualcosa per Dan, nonostante all'inizio lo definisse "un individuo che non stava mai fermo".
Kenzō Hyōdō (兵堂 剣蔵?, Hyōdō Kenzō)
Doppiato da: Aya Endō (ed. giapponese), Gaia Bolognesi (ed. italiana)
È il Guerriero Verde. Ha otto anni, ma viene definito da Yūki un combattente più abile perfino di Kajitsu. Nel torneo finale del campionato di Gran Roro affronta Dan e perde. La sua carta più potente è 'Biak-Garo Re Bestia Lama'.
Hideto Suzuri (硯 秀斗?, Suzuri Hideto)
Doppiato da: Nobuhiko Okamoto (ep. 1) / Daisuke Sakaguchi (ep. 7+) (ed. giapponese), Laura Latini (ed. italiana)
È il Guerriero Blu. Ha la passione delle carte rare e durante il Campionato di Gran Roro ogni tanto il re del mondo di Zaffiro gliene dava una delle sue. Le sue carte preferite sono 'Alexander Gigante Imperatore', 'Titus Eroe Gigantesco' e 'Castello Fortificato'. Come carte rarissime possiede anche per un certo periodo di tempo 'Walhalance dalla Corazza Indistruttibile', vinta insieme a 'Supremo Gugnir' nello scontro con Yuki, il Guerriero Bianco.
Yūki Momose (百瀬 勇貴?, Momose Yūki)
Doppiato da: Takahiro Sakurai (ed. giapponese), Patrizio Cigliano (ed. italiana)
È il Guerriero Bianco. È il fratello di Kajitsu, principessa farfalla e custode del giardino delle rose, e fa di tutto per proteggerla. Le sue carte principali sono 'Yggdrasill, Cavaliere d'Acciaio', 'Walhalance dalla Corazza Indistruttibile', 'Wodem il Grande Cavaliere Alato' e 'Ragnarok Cavaliere Signore del Fato', uno spirit con doppio simbolo verde e bianco per simboleggiare il suo legame con Kajitsu che morirà nell'episodio 44.
Kajitsu Momose (百瀬 華実?, Momose Kajitsu)
Doppiata da: Yōko Honda (ed. giapponese), Joy Saltarelli (ed. italiana)
Detta anche "la Principessa Farfalla", è una ragazza che sa riconoscere il dono di essere Maestro della Luce nelle persone. È infatti lei a far entrare Dan nel modo di Gran Roro. Nel corso della storia si è rivelata essere il maestro della luce del "nucleo progenitore". Nell'episodio 44 muore, ma continua ugualmente ad aiutare i maestri della luce nella battaglia contro il Re del Mondo Altrove. La sua carta più forte è 'Hōuouga Fenice Implacabile', tuttora lo spirit più forte del mazzo Verde. È, inoltre, custode del Giardino delle rose, luogo dove crescono le rose che simboleggiano i Guerrieri della Luce, dove morirà a causa del Re del mondo Altrove, il quale le ruba il Nucleo Progenitore.
Magisa (マギサ?, Magisa)
Doppiata da: Satsuki Yukino (ed. giapponese), Emanuela Damasio (ed. italiana)
È la maga di Gran Roro. È in vita da 4029 anni ed è tra le prime persone che Dan incontra su Gran Roro. Il suo scettro magico, oltre che lanciare incantesimi, può riconoscere il potere dei Maestri della Luce. Nel suo primo incontro con Dan non ha più tutti i suoi poteri, perché il Re del mondo Altrove le ha rubato il mazzo di carte, che recupera nell'episodio 43. Dopo la sconfitta del Re del Mondo Altrove, diventa lei la custode del Nucleo Progenitore, riportando la Terra e Gran Roro alla normalità. La sua carta più forte è 'Ambrosia Imperatrice Magica'.
Zonguri (ズングリー?, Zungurī, Zunguri)
Doppiato da: Ai Horanai (ed. giapponese), Monica Bertolotti (ed. italiana)
È uno degli amici di Dan, proveniente dalla terra del rubino. Segue Dan nelle sue avventure per ringraziarlo di aver liberato il villaggio da un uomo che voleva impossessarsene. È un ottimo cuoco e cucina un ottimo riso al curry. Nell'ultimo episodio, Dan gli regala Siegwurm. Quest'ultimo è la sua carta più potente.
Serge (セルジュ?, Seruju)
Doppiato da: Daisuke Hirakawa (ed. giapponese), Stefano Brusa (ed. italiana)
Re del Mondo Altrove (異界王?, Ikai-ō)
Doppiato da: Rikiya Koyama / Naoki Bandō (da anziano) (ed. giapponese), Saverio Indrio (ed. italiana)
È il re del mondo altrove. Originariamente era un esploratore umano del 1400 alla ricerca di terre da colonizzare, ma per caso scoprì Gran Roro.
Kazan (カザン?, Kazan)
Doppiato da: Kenji Nomura (ed. giapponese), Massimo Bitossi (ed. italiana)
È un giocatore al servizio del re del mondo altrove. Fedele a Yūki, quando quest'ultimo passa dalla parte di Dan, lui lo segue.
Leon (レオン?, Reon)
Doppiato da: Atsushi Miyauchi (ed. giapponese), Alberto Angrisano (ed. italiana)
È un giocatore al servizio del re del mondo altrove. Con gli avversari si mostra piuttosto spietato.
Pantera (パンテーラ?, Pantēra)
Doppiato da: Jun'ichi Suwabe (ed. giapponese), Gaetano Varcasia (ed. italiana)
È un giocatore al servizio del re del mondo altrove. Dal suo atteggiamento non traspare alcuna emozione e, a detta sua, è un robot.
Magical Crown (マジカル・クラウン?, Majikaru Kuraun)
Doppiato da: Yūji Ueda (ed. giapponese), Sergio Lucchetti (ed. italiana)
Revolver (リボルバー?, Riborubā)
Doppiato da: Jōji Nakata (ed. giapponese), Saverio Indrio (ed. italiana)
Karma Fon Belga (キャルマー・フォン・ベルガー?, Kyarumā Fon Berugā)
Doppiato da: Hiro Shimono (ed. giapponese), Flavio Aquilone (ed. italiana)
Mira (ミラ?, Mira)
Doppiata da: Michiko Neya (ed. giapponese), Barbara Pitotti (ed. italiana)
Brustom (ブルストム?, Burusutomu)
Doppiato da: Hiroomi Sugino / Yūki Kaji (da bambino) (ed. giapponese), Paolo Marchese (ed. italiana)
Randel (ランデル?, Randeru)
Doppiato da: Masashi Yabe (ed. giapponese), Gianni Bersanetti (ed. italiana)
Gaana (ガーナ?, Gāna)
Doppiato da: Hiroki Yasumoto (ed. giapponese), Roberto Draghetti (ed. italiana)
Rocchi (ロッチ?, Rocchi)
Doppiato da: Katsuya Shiga (ed. giapponese), Paola Majano (ed. italiana)
Keith Astoria (キース・アストリア?, Kīsu Asutoria) / Shula (シュラ?, Shura)
Doppiato da: Wataru Hatano / Kotomi Aida (da bambino) (ed. giapponese), Edoardo Stoppacciaro / Paola Majano (da bambino) (ed. italiana)
Seiru Astoria (セイル・アストリア?, Seiru Asutoria)
Doppiato da: Yui Horie (ed. giapponese), Veronica Puccio (ed. italiana)
Kadou Yamigarasu (闇鴉 禍道?, Yamigarasu Kadō)
Doppiato da: Takeharu Onishi (ed. giapponese), Simone Crisari (ed. italiana)
Jin (ジン?, Jin)
Doppiato da: Masakazu Morita (ed. giapponese), Alessio Cigliano (ed. italiana)
Dr. Franker (Ｄｒ.フランカー?, Dr. Furankā)
Doppiato da: Hiroshi Shirokuma (ed. giapponese), Gianni Bersanetti (ed. italiana)
Kurotaru (クロタール?, Kurotāru)
Doppiato da: Hisayoshi Suganuma (ed. giapponese), Alessio Cigliano (ed. italiana)
Julian Fines (ジュリアン・ファインズ?, Jurian Fainzu)
Doppiato da: Tomoaki Maeno (ed. giapponese), Andrea Lavagnino (ed. italiana)
Galaxy Watanabe (ギャラクシー渡辺?, Gyarakushī Watanabe)
Doppiato da: Jun'ichi Suwabe (ed. giapponese), Marco Vivio (ed. italiana)

## Anime

Logo italiano della serie

L'anime, prodotto da Sunrise, è composto da 50 episodi, andati in onda su Nagoya TV dal 13 settembre 2009 al 5 settembre 2010. Dal 19 febbraio 2010 al 4 febbraio 2011 è stato raccolto in 17 DVD contenenti ciascuno 3 episodi.
In Italia è stato trasmesso su Rai 2 dal 13 giugno al 19 agosto 2011 all'interno del contenitore Cartoon Flakes.

### Episodi
| Nº | Titolo italiano Giapponese 「Kanji」 - Rōmaji | In onda           | In onda        |
| Nº | Titolo italiano Giapponese 「Kanji」 - Rōmaji | Giapponese        | Italiano       |
| 1  | Una sfida inattesa 「激突！雷皇龍ジークヴルム！」 - Gekitotsu! Kaminari sumeragi ryū jīkuvurumu!                                                       | 13 settembre 2009 | 13 giugno 2011 |
| 2  | Il clown 「友情のアンキラーザウルス！」 - Yūjō no ankirāzaurusu!                                                                                       | 20 settembre 2009 | 14 giugno 2011 |
| 3  | Un avversario temibile 「巨神召喚・鉄騎皇イグドラシル」 - Kyoshin shōkan tekki sumeragi igudorashiru                                                   | 27 settembre 2009 | 15 giugno 2011 |
| 4  | Una missione per Dan 「雷皇龍ＶＳ鉄騎皇」 - Kaminari kōryū VS Tekki sumeragi                                                                           | 4 ottobre 2009    | 16 giugno 2011 |
| 5  | Una nuova sfida 「緑の疾風！神速のアメンボーグ」 - Midori no shippū! Shinsoku no amenbōgu                                                              | 11 ottobre 2009   | 17 giugno 2011 |
| 6  | La bella e la bestia 「美女と野獣！？！天使長ソフィア／賢獣アイベリックス」 - Bijotoyajū!?! Tenshi-chō sofia / ken-jū aiberikkusu                      | 18 ottobre 2009   | 20 giugno 2011 |
| 7  | Una nuova sfida per Dan 「デスマッチ！冥闘士バラムの猛攻」 - Desumatchi! Mei tōshi baramu no mōkō                                                      | 25 ottobre 2009   | 21 giugno 2011 |
| 8  | La leggendaria carta rossa 「究極龍 激神皇カタストロフドラゴン」 - Kyūkyoku ryū geki-shin sumeragi katasutorofudoragon                                 | 1º novembre 2009  | 22 giugno 2011 |
| 9  | Voglia di rivincita 「紫の闇！魔界七将ベルゼビート」 - Murasaki no yami! Makai nana shō beruzebīto                                                     | 8 novembre 2009   | 23 giugno 2011 |
| 10 | Nel nome della rosa 「鎧神機ヴァルハランスの審判・最強の槍、神機グングニル」 - Yoroi-shin-ki varuharansu no shinpan saikyō no yari, shin-ki gunguniru  | 15 novembre 2009  | 24 giugno 2011 |
| 11 | La guardiana del portale 「閉ざされた門 鉄壁のブロック・ゴレム！」 - Tozasareta mon teppeki no burokku goremu!                                         | 22 novembre 2009  | 27 giugno 2011 |
| 12 | I frutti dell'albero della saggezza 「覚醒・紅蓮のドラゴンデッキ！」 - Kakusei guren no doragon dekki!                                                 | 29 novembre 2009  | 28 giugno 2011 |
| 13 | L'unione fa la forza 「嵐の暴君・天帝ホウオウガ！」 - Arashi no bōkun tentei hōōga!                                                                    | 6 dicembre 2009   | 29 giugno 2011 |
| 14 | Di nuovo insieme 「異界の中心で魔ゐが叫ぶ」 - Koto-kai no chūshin de ma i ga sakebu                                                                    | 13 dicembre 2009  | 30 giugno 2011 |
| 15 | La sconfitta del guerriero 「封印された激突・龍星皇メテオヴルム！」 - Fūin sa reta gekitotsu - Ryū-boshi sumeragi Meteovurumu!                         | 20 dicembre 2009  | 1º luglio 2011 |
| 16 | Hideto contro Randall 「チャンピオンシップ開幕・巨人大帝アレクサンダー強襲！」 - Chanpionshippu kaimaku - Kyojin taitei arekusandā kyōshū!             | 3 gennaio 2010    | 4 luglio 2011  |
| 17 | Il re del cioccolato 「Ｘレア対決！龍星皇メテオヴルムＶＳカイザーアトラス皇帝」 - X rea taiketsu! Ryū-boshi sumeragi meteovurumu VS kaizāatorasu kōtei | 10 gennaio 2010   | 5 luglio 2011  |
| 18 | Shura il veloce 「１ターンキル！光の貴公子ＶＳ攻速のシュラ！」 - 1 Tānkiru!-Kō no kikōshi VS Osamu-soku no shura!                                      | 17 gennaio 2010   | 6 luglio 2011  |
| 19 | Kadou l'antico Guardiano 「あやつりバトル！？！剣王獣ビャク・ガロウ見参！」 - Ayatsuri batoru!?! Ken-ō-jū byakugarō kenzan!                            | 24 gennaio 2010   | 7 luglio 2011  |
| 20 | La finale di campionato di Gran Roro 「チャンピオンシップ決勝戦！龍星皇ＶＳ剣王獣！！」 - Chanpionshippu kesshōsen! Ryū hoshi kō VS tsurugi ō kemono!! | 31 gennaio 2010   | 8 luglio 2011  |
| 21 | Dan vince ancora 「龍虎激突！復活のメテオヴルム！！」 - Ryūko gekitotsu! fukkatsu no meteovurumu!!                                                     | 7 febbraio 2010   | 11 luglio 2011 |
| 22 | Sfida all'ultima carta 「メテオヴルムＶＳヴァルハランス！」 - Meteovurumu VS Varuharansu!                                                              | 14 febbraio 2010  | 12 luglio 2011 |
| 23 | Un lavoro di squadra 「囚われのメテオヴルム！」 - Toraware no meteovurumu!                                                                             | 21 febbraio 2010  | 13 luglio 2011 |
| 24 | Un avversario potente 「激突ＶＳ破壊！竜騎将ディライダロス」 - Gekitotsu VS hakai! Ryū ki shō diraidarosu                                              | 28 febbraio 2010  | 14 luglio 2011 |
| 25 | Volere è potere 「光臨！大天使イスフィール！」 - Kōrin! Daitenshi Isufiiru!                                                                            | 7 marzo 2010      | 15 luglio 2011 |
| 26 | Re contro Re 「砕け散るライフ！異界王ＶＳ激突王」 - Kudake chiru raifu! Ikai ō VS Gekitotsu ō                                                          | 14 marzo 2010     | 18 luglio 2011 |
| 27 | Senza speranze 「メテオヴルム散る 異界王ＶＳ激突王！」 - Meteovurumu chiru ikai ō VS gekitotsu ō!                                                      | 21 marzo 2010     | 19 luglio 2011 |
| 28 | Finalmente in battaglia 「バトル入門 ペンタン帝国の野望」 - Batoru nyūmon pentan teikoku no yabō                                                       | 28 marzo 2010     | 20 luglio 2011 |
| 29 | Il coraggio di Mai 「龍帝コンボ 魔帝龍騎ダーク・クリムゾン」 - Ryū mikado konbo ma mikado ryū ki Daaku Kurimuzon                                       | 4 aprile 2010     | 21 luglio 2011 |
| 30 | Un duello all'ultima carta 「青のクライシス 囚われの鎧神機ヴァルハランス」 - Ao no kuraishisu toraware no yoroi kami ki varuharansu                    | 11 aprile 2010    | 22 luglio 2011 |
| 31 | Nuova sfida per Kenzō 「ダーク・クリムゾン襲来 逆襲のビャク・ガロウ」 - Daaku Kurimuzon shūrai gyakushū no byaku Garō                                  | 18 aprile 2010    | 25 luglio 2011 |
| 32 | Voglia di vincere 「激突王ダン！メテオストームの奇跡！」 - Gekitotsu ō dan! Meteosutōmu no kiseki!                                                     | 25 aprile 2010    | 26 luglio 2011 |
| 33 | Padre e figlio 「タッグバトル！神造巨兵オリハルコン・ゴレムの恐怖」 - Taggubatoru! Kami zō kyo hei oriharukon. Goremu no kyōfu                         | 2 maggio 2010     | 27 luglio 2011 |
| 34 | Una famiglia ritrovata 「タッグバトル！龍星皇ＶＳ神造巨兵」 - Taggubatoru! Ryū hoshi kō VS kami zō kyo hei                                             | 9 maggio 2010     | 28 luglio 2011 |
| 35 | Duello al femminile 「復讐のスカルピオーネ 来たれ！魔界七将アスモディオス」 - Fukushū no sukarupiōne kitare! Makai shichi shō asumodeiosu              | 16 maggio 2010    | 29 luglio 2011 |
| 36 | Hideto volta pagina 「決断の硯！決別のオリハルコン・ゴレム」 - Ketsudan no suzuri! Ketsubetsu no oriharukon. Goremu                                    | 23 maggio 2010    | 1º agosto 2011 |
| 37 | Scontro fra titani 「鎧神機ヴァルハランスＶＳ賢者の樹の実」 - Yoroi kami ki varuharansu VS kenja no ki no mi                                           | 30 maggio 2010    | 2 agosto 2011  |
| 38 | Il piano di Magisa 「翼神機グラン・ウォーデン飛翔！」 - Tsubasa kami ki guran. Uōden hishō!                                                            | 6 giugno 2010     | 3 agosto 2011  |
| 39 | La sfida ha inizio 「全色激突！ホライゾンラダー攻防戦」 - Zen shoku gekitotsu! Horaizonradaa kōbōsen                                                   | 13 giugno 2010    | 4 agosto 2011  |
| 40 | Il grande inganno 「グラン・ロロ最期の日」 - Guran Roro saigo no nichi                                                                                 | 20 giugno 2010    | 5 agosto 2011  |
| 41 | Sfida al presidente 「超神星龍ジークヴルム・ノヴァＶＳＸレア軍団」 - Chōjin hoshi ryū jiikuvurumu. Nova VSX rea gundan                                 | 27 giugno 2010    | 8 agosto 2011  |
| 42 | Il presidente alleato 「超神星龍の咆哮！よみがえれ、マギサ！」 - Chōjin hoshi ryū no hōkō! Yomigaere, Magisa!                                          | 4 luglio 2010     | 9 agosto 2011  |
| 43 | Piano di riserva 「異界王からの刺客！魔界七将ＶＳ終焉の騎神」 - Ikai ō karano shikaku! Makai shichi shō VS shūen no ki kami                            | 18 luglio 2010    | 10 agosto 2011 |
| 44 | Il giardino delle rose 「緑の暴風がやむとき」 - Midori no bōfū gayamutoki                                                                              | 25 luglio 2010    | 11 agosto 2011 |
| 45 | Determinazione vincente 「覚悟のドロー！Ｘレア魔導女皇アンブロシウス」 - Kakugo no dorō! X rea madō onna kō anburoshiusu                               | 1º agosto 2010    | 12 agosto 2011 |
| 46 | Vincere per Kajitsu 「究極のＸレア！幻羅星龍ガイ・アスラ登場！」 - Kyūkyoku no X rea! Maboroshi ra hoshi ryū gai. Asura tōjō!                          | 8 agosto 2010     | 15 agosto 2011 |
| 47 | Verso la sfida finale 「激突王ＶＳ白銀の騎士」 - Gekitotsu ō VS hakugin no kishi                                                                       | 15 agosto 2010    | 16 agosto 2011 |
| 48 | L'inizio dell'evoluzione 「決着！ジークヴルム・ノヴァＶＳラグナ・ロック」 - Kecchaku! Jiikuvurumu Nova VS Raguna Rokku                                 | 22 agosto 2010    | 17 agosto 2011 |
| 49 | Duello finale 「対異界王！最後の光主デッキ」 - Tsui ikai ō! Saigo no hikari shu dekki                                                                  | 29 agosto 2010    | 18 agosto 2011 |
| 50 | Vittoria! 「さらば、激突王！」 - Saraba, gekitotsu ō!                                                                                                  | 5 settembre 2010  | 19 agosto 2011 |

### Colonna sonora
La sigla italiana, scritta da SET UP ed interpretata da Dario De Rosa, segue lo stesso arrangiamento della sigla di testa giapponese, sia in apertura che in chiusura.
Sigla di apertura
- Battle No Limit!, dei JAM Project

Sigla di chiusura
- Kimi ga matteru (君がまってる?), di Mitsuhiro Oikawa (ep. 1-33, 50)
- Battle! Galaxy☆Step (バトル！ギャラクシー☆ステップ?), di Galaxy Watanabe (Jun'ichi Suwabe) (ep. 34-49)

Sigla di apertura e di chiusura italiana
- Versione italiana di Battle No Limit!, di Dario De Rosa

## Manga

Copertina del primo volume dell'edizione italiana, raffigurante Dan Bashin e Siegfrid, Drago Imperiale (sullo sfondo)

Il manga è stato pubblicato sulla rivista Kerokero Ace (Kadokawa Shoten) e successivamente serializzato in 3 tankōbon dal marzo al settembre 2010. In Italia, è stato pubblicato dalla GP Manga a partire dal luglio al settembre 2011.

### Volumi
| Nº | Data di prima pubblicazione | Data di prima pubblicazione | Data di prima pubblicazione | Data di prima pubblicazione |
| Nº | Giapponese                  | Giapponese                  | Italiano                    | Italiano                    |
| -- | --------------------------- | --------------------------- | --------------------------- | --------------------------- |
| 1  | 24 marzo 2010               | ISBN 978-4-047-15411-7      | 24 luglio 2011              | ISBN 978-88-6468-320-1      |
| 2  | 23 giugno 2010              | ISBN 978-4-047-15464-3      | 30 agosto 2011              | ISBN 978-88-6468-321-8      |
| 3  | 22 settembre 2010           | ISBN 978-4-047-15541-1      | 17 settembre 2011           | ISBN 978-88-6468-322-5      |